# 大塚敦子
大塚 敦子（おおつか あつこ、1960年4月13日 - ）は、日本のジャーナリスト、写真家、ノンフィクション作家。
和歌山県和歌山市出身。上智大学文学部英文学科卒業。商社勤務の後、1986年よりフォトジャーナリズムの世界に入る。パレスチナの民衆蜂起・天安門事件・湾岸戦争などの国際紛争報道を経て、1992年以降は、主に欧米を舞台に、死と向きあう人々の生き方、自然や動物との絆を活かして人や社会を再生する試みを取材・執筆している。
エイズとともに生きた女性の記録『いのちの贈りものー犬、猫、小鳥、そして夫へ』で1998年準太陽賞。多発性骨髄腫と診断された女性の最後の1年間を飼い猫の目から記録した写真絵本『さよなら エルマおばあさん』（小学館、2000年）で、2001年講談社出版文化賞絵本賞と小学館児童出版文化賞受賞。ボスニア・ヘルツェゴビナのコミュニティ・ガーデンを舞台に、異なる民族の少女たちが出会い、友情を結ぶ姿を記録した写真絵本『平和の種をまく ー ボスニアの少女エミナ』（岩崎書店、2006年）が第53回（2007年度）青少年読書感想文全国コンクール小学校高学年の部の課題図書に選出。日本で初めて小児病棟にセラピー犬の訪問を受け入れた聖路加国際病院を舞台に、難病と闘う子どもたちの生と死や希望、レジリエンスを描いたノンフィクション『犬が来る病院』が第63回青少年読書感想文全国コンクール高校生の部の課題図書に選出。
アメリカ・ワシントン州の最重警備女子刑務所での介助犬訓練プログラムのルポ「犬が生きる力をくれた』（岩波書店、1999年。2016年に『犬、そして猫が生きる力をくれた』としてほぼ全面改訂）、カリフォルニア州の少年更生施設での介助犬育成を追った『介助犬を育てる少女たち』（講談社、2012年）、サンフランシスコ刑務所で受刑者の心のリハビリをめざす有機農業プログラムをルポした『野菜がかれらを育てた』（岩波書店、2002年）など、自然や動物との絆を犯罪や非行をした人々の心の再生に活かす試みに焦点をあてた著作が多い。日本初の”プリズン・ドッグ”として島根あさひ社会復帰促進センターで始まった盲導犬パピー育成プログラムには、立ち上げ段階からアドバイザーとして関わり、『＜刑務所＞で盲導犬を育てる』（岩波ジュニア新書、2015年）にまとめている。また、写真絵本『地雷のない世界へ』（講談社、2009年）、『はたらく地雷探知犬』（講談社 青い鳥文庫、2011年）のように、人と犬の絆という視点から、戦争と復興について子どもたちに伝える児童書も書いている。

## 著書

### ノンフィクション
- 『いのちの贈りもの ―犬、猫、小鳥、そして夫へ』岩波書店 1997
- 『犬が生きる力をくれた ―介助犬と人びとの物語』 岩波書店 1999
- 『野菜がかれらを育てた ―生きるヒントをくれるオーガニック・ガーデン』岩波書店 2002
- 『別れのレッスン ―さようなら、私の猫たち』講談社 2003
- 『わたしは今がいちばん幸せだよ エルマおばあさんケア日記』小学館 2004
- 『動物たちが開く心の扉 ―グリーン・チムニーズの子どもたち』岩崎書店 2005
- 『モノとわかれる! 生き方の整理整頓』岩波書店 2005
- 『＜刑務所＞で盲導犬を育てる』岩波ジュニア新書、2015
- 『犬、そして猫が生きる力をくれた』岩波現代文庫、2016
- 『犬が来る病院』KADOKAWA、2016

### 写真絵本
- 『介助犬ターシャ』小学館 1999
- 『さよなら エルマおばあさん』小学館 2000
- 『ありがとうフォンジー イルカがえがおをくれた』小学館 2002
- 『平和の種をまく ―ボスニアの少女エミナ』岩崎書店(いのちのえほん) 2006
- 『元気になってねフェンディ ―子ども病院のチャイルド・ライフ・スペシャリスト』小学館 2007
- 『地雷のない世界へ ―はたらく地雷探知犬』講談社 2009
- 『わたしの病院、犬がくるの』岩崎書店(いのちのえほん) 2009
- 『いつか帰りたい　ぼくのふるさと ―福島第一原発20キロ圏内から来たねこ』小学館 2012

### 児童向けノンフィクション
- 『はたらく地雷探知犬』講談社青い鳥文庫 2011
- 『介助犬を育てる少女たち ―荒れた心の扉を開くドッグ・プログラム』講談社 2012
- 『やさしさをください ―傷ついた心を癒すアニマル・セラピー農場』岩崎書店 2012

## 共著
- 『アザラシの赤ちゃん 1-2』 小原玲共著 ネスコ 1990-1992
- 『都会で犬や猫と暮らす ―なぜいま動物との関係が大切なのか』 柴内裕子共著 2002.5 （岩波ブックレット）
- 『子どもの共感力を育む ―動物との絆をめぐる実践教育』 柴内裕子共著 2010.2 （岩波ブックレット）

## 翻訳
- アラー・アルジャリール, ダイアナ・ダーク『シリアで猫を救う』 2020.10 （講談社）